# Квакенбрюк
Квакенбрюк (нім. Quakenbrück) — місто в Німеччині, розташоване в землі Нижня Саксонія. Входить до складу району Оснабрюк. Центр об'єднання громад Артланд.
Площа — 17,95 км2. Населення становить 13 612 ос. (станом на 31 грудня 2021).